# ألفريد بستر
ألفريد بستر (بالإنجليزية: Alfred Bester) (18 ديسمبر 1913 – 30 سبتمبر 1987) كاتب قصص خيال علمي أمريكي، وكاتب سيناريوهات تلفزيونية وإذاعية، ومحرر مجلة وكاتب قصص وكتب كوميدية مسلسلة. دائمًا ما يذكر لخياله العلمي، بما في ذلك راويته الرجل المحطم (بالإنجليزية: The Demolished Man)، فاز بجائزة هوغو في أول سنة من إطلاقها عام 1953م.
كتب كاتب الخيال العلمي هاري هاريسون عنه: «كان ألفريد بستر واحدًا من مجموعة من الكتاب الذين ابتكروا الخيال العلمي الحديث». 
قبل وفاته بفترة قصيرة، منحته منظمة كتاب الخيال العلمي في أمريكا جائزة دامون نايت التذكارية الكبرى للمرة التاسعة، قُدمت بعد وفاته عام 1988. نصبته قاعة مشاهير الخيال العلمي والفانتازيا عام 2001.

## حياته ومسيرته
ولد ألفريد بستر في مانهاتن، مدينة نيويورك في 18 ديسمبر عام 1913. كان والده جيمس جي. بستر يملك متجرًا للأحذية، وكان من الجيل الأمريكي الأول ووالداه من اليهود النمساويين. ولدت والدته بيلي سيلفرمان في روسيا، وكانت تتحدث الللغة اليديشية وهي لغتها الأم، قبل أن تأتي إلى أمريكا في شبابها.
يُعد ألفريد الطفل الثاني والأخير لجيمس وبيلي، والابن الوحيد. (ابنتهم الأولى كانت ريتا التي ولدت عام 1908). رغم أن والدته وُلدت يهودية، فقد أصبحت عالمة مسيحية فيما بعد، ولم يتربَّ ألفريد نفسه ضمن أي تقاليد دينية؛ وكتب أن «حياته في المنزل كانت ليبرالية تمامًا وكان غير ملتزم بالتقاليد». 
ارتاد بستر جامعة بنسلفانيا، حيث كان عضوًا في جمعية فيلوماثيوان. لعب في فريق كرة القدم بين الكويكرز عام 1935، وكان حسب اعتباره الخاص، «أنجح عضو في فريق المبارزة» ذهب إلى كلية الحقوق في كولومبيا، لكنه تعب منها وترك الدراسة.
تزوج بستر من رولي غولكو (21 ديسمبر 1917 – 12 يناير 1984) عام 1936. كانت رولي بستر من نجوم البرودواي، وممثلة إذاعية وتلفزيونية، بدأت مسيرتها بعد أن لعبت دور لويس لين في البرنامج الإذاعي «مغامرات سوبرمان». غيرت مسيرتها المهنية في ستينيات القرن العشرين، وأصبحت نائبة للرئيس، ومديرة التمثيل ومشرفة في وكالة تيد بيتس وشركائه للإعلانات في مدينة نيويورك. ظل الزوجان مرتبطين مدّة 48 سنة حتى وفاة رولي. أمضى بستر معظم حياته في نيويورك، على الرغم من أنه عاش في أوروبا لأكثر من عام في منتصف عام 1950، وانتقل للعيش مع رولي في مدينة بالقرب من بنسلفانيا في أوائل عام 1980. بمجرد استقرارهم هناك، عاش الزوجان على طريق غيغل هيل في أوتسفيل، بنسلفانيا. 

## مسيرته في الكتابة

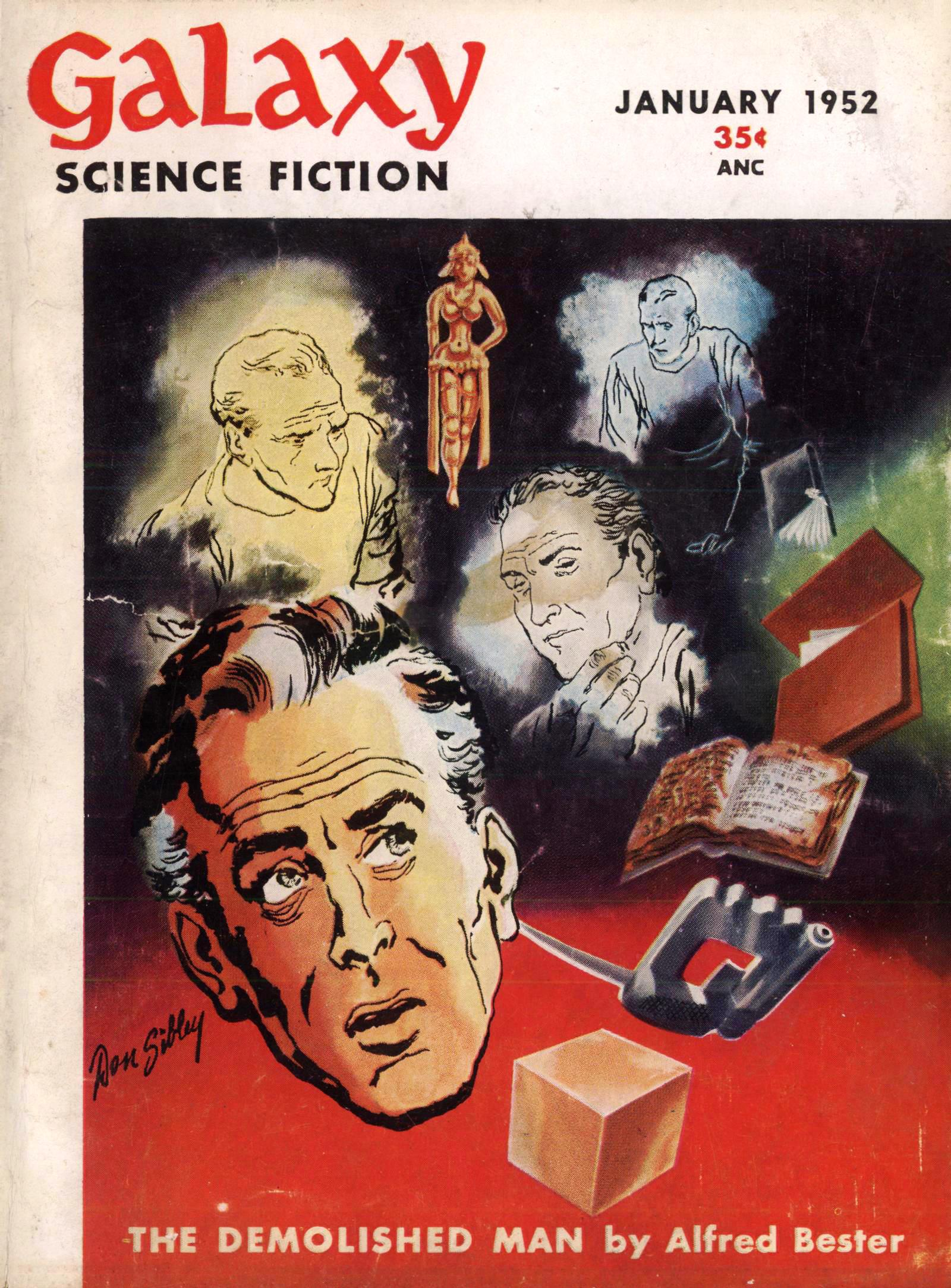
كان الجزء الأول من رواية «الرجل المحطم» لبستر قصة الغلاف في إصدار يناير 1952 من مجلة الخيال العلمي جلاكسي.

### الرجل المحطم (1953)
الرجل المحطم، رواية حائزة على جائزة هوغو الأولى لأفضل رواية خيال علمي، تتناول الراوية إجراءات للشرطة تجري في عالم مستقبلي حيث يصبح التخاطر شائعًا نسبيًا. يخلق بستر عالمًا اجتماعيًا رأسماليًا بقوة، وهرميًا، وتنافسيًا دون غش أو خداع: مجتمع يستطيع فيه الشخص المناسب ذو المهارة (أو المال) والفضول الوصول إلى ذكرياتك وأسرارك ومخاوفك وآثامك السابقة بسرعة أكبر منك.
نشرت الرواية في الأصل في ثلاثة أجزاء في مجلة الخيال العلمي جلاكسي بدءًا من يناير 1952، وعلى شكل كتاب عام 1953. أهديت الرواية إلى جولد، الذي ساهم بعددٍ من الاقتراحات والأفكار خلال كتابتها. في الأصل، أراد بستر أن يكون العنوان هو «تحطيم!» لكن جولد أقنعه بالعدول عن ذلك.

## أعماله

### الروايات
- The Demolished Man (1953)
- Who He? (نشر أيضا باسم The Rat Race) (1953)
- The Stars My Destination (نشر أيضا باسم Tiger, Tiger) (1956)
- The Computer Connection (نشر أيضا باسم Extro) (1975)
- Golem100 (1980)
- The Deceivers (1981)
- Tender Loving Rage (1991)
- Psychoshop (مع روجر زيلازني) (1998)

### المجموعات
- Starburst (1958) يضم القصص القصيرة
  - "Disappearing Act" نشر لأول مرة في 1953
  - "Adam and No Eve" نشر لأول مرة في 1941
  - "Star Light, Star Bright" نشر لأول مرة في 1953
  - "The Roller Coaster" نشر لأول مرة في 1953
  - "Oddy and Id" نشر لأول مرة في 1950 باسم "The Devil's Invention"
  - "The Starcomber" نشر لأول مرة في 1954 باسم "5,271,009"
  - "White Light Cinema" نشر لأول مرة في 1956 باسم "Patrick the Programmer"
  - "Travel Diary"
  - "Fondly Fahrenheit" نشر لأول مرة في 1954
  - "Hobson's Choice" نشر لأول مرة في 1952
  - "The Die-Hard"
  - "Of Time and Third Avenue" نشر لأول مرة في 1951
- The Dark Side of the Earth (1964) يضم القصص القصيرة
  - "Time is the Traitor" (نشر لأول مرة في 1953)
  - "The Men Who Murdered Mohammed" (نشر لأول مرة في 1958) (مرشح لجائزة هوغو)
  - "Out of This World"
  - "The Pi Man" (نشر لأول مرة في 1959) (مرشح لجائزة هوغو)
  - "The Flowered Thundermug" (نشر لأول مرة في 1964)
  - "Will You Wait?" (نشر لأول مرة في 1959)
  - "They Don't Make Life Like They Used To" (نشر لأول مرة في 1963)
- An Alfred Bester Omnibus (1968)
- Starlight: The Great Short Fiction of Alfred Bester (1976)
- The Light Fantastic Volume 1: The Short Fiction of Alfred Bester (1976)
- Star Light, Star Bright: The Short Fiction of Alfred Bester, Volume 2 (1976)
- The Light Fantastic Volume 2: The Short Fiction of Alfred Bester (1976)
- Virtual Unrealities (1997) – contains the stories:
  - "Disappearing Act" (نشر لأول مرة في 1953)
  - "Oddy and Id"
  - "Star Light, Star Bright" " (نشر لأول مرة في 1953, استعمل كاسم لمجموعتين أخرتين لقصص قصيرة للكاتب)
  - "5,271,009" (نشر لأول مرة في 1954)
  - "Fondly Fahrenheit" (نشر لأول مرة في 1954)
  - "Hobson's Choice" (نشر لأول مرة في 1952)
  - "Of Time and Third Avenue" (نشر لأول مرة في 1952)
  - "Time is the Traitor" (نشر لأول مرة في 1953)
  - "The Men Who Murdered Mohammed" (نشر لأول مرة في 1958) (مرشح لجائزة هوغو)
  - "The Pi Man" (نشر لأول مرة في 1959) (مرشح لجائزة هوغو)
  - "They Don't Make Life Like They Used To" (نشر لأول مرة في 1963)
  - "Will You Wait?" (نشر لأول مرة في 1959)
  - "The Flowered Thundermug" (نشر لأول مرة في 1964)
  - "Adam and No Eve" (نشر لأول مرة في 1941)
  - "And 3½ to Go" (fragment – previously unpublished)
  - "Galatea Galante" (نشر لأول مرة في 1979)
  - "The Devil Without Glasses" (غير منشور سابقا)
- Redemolished (2000) – يضم القصص القصيرة:
  - "The Probable Man"
  - "Hell is Forever"
  - "The Push of a Finger"
  - "The Roller Coaster"
  - "The Lost Child"
  - "I'll Never Celebrate New Year's Again"
  - "Out of This World"
  - "The Animal Fair"
  - "Something Up There Likes Me"
  - "The Four-Hour Fugue"
    - يضم أيضا ثلاث مقالات خيالية في Holiday:

  - "Gourmet Dining in Outer Space"
  - "Place of the Month: The Moon"
  - "The Sun"
    - يضم أيضا أربع مقالات:

  - "Science Fiction and the Renaissance Man"، سلم في الأصل كمحاضرة في جامعة شيكاغو في 1957. يتضمن الآخر محاضرين آخرين مثل سيريل كورنبلوث، روبرت بلوتش وروبرت أنسون هاينلاين.
  - "A Diatribe Against Science Fiction"
  - "The Perfect Composite Science Fiction Author"
  - "My Affair with Science Fiction"
    - يضم أيضا مقابلات مع جون هيوستن وريكس ستوت، محادثة مع وودي آلن، مقالات موجزة عن إسحاق عظيموف وروبرت أنسون هاينلاين، مقدمتين محذوفتين وتحليل للرجل المهدم، بالإضافة إلى تذكار لبستر من إسحاق عظيموف ومقدمة لغريغوري بنفورد.

### غير خيالي
- The Life and Death of a Satellite (1966)

### أعمال خيالية قصيرة أخرى
- "Ms. Found In a Champagne Bottle،" جمعت في  The Light Fantastic (1976)

## روابط خارجية
- ألفريد بستر على موقع IMDb (الإنجليزية)
- ألفريد بستر على موقع الموسوعة البريطانية (الإنجليزية)
- ألفريد بستر على موقع إن إن دي بي (الإنجليزية)
- ألفريد بستر على موقع قاعدة بيانات الفيلم (الإنجليزية)